# Anne Askew
Anne Askew, Ayscough o Ascue (1521-16 de julio de 1546), fue una escritora, poeta y mártir protestante inglesa condenada por herejía durante el reinado de Enrique VIII. Junto a Margaret Cheyne, esposa de Sir John Bulmer, quien fue torturada y ejecutada de manera similar tras la Peregrinación de Gracia en 1537, Anne es la única mujer según los registros existentes en haber sido torturada en la Torre de Londres. Del mismo modo, se la considera la poeta más antigua conocida en componer en lengua inglesa, así como la primera mujer inglesa en solicitar el divorcio.

## Biografía

### Primeros años, matrimonio y predicación
Nació en 1521 en South Kelsey, Lincolnshire (Inglaterra), hija de Elizabeth Wrotessley, oriunda de Reading, Berkshire, y de William Askew, rico terrateniente y caballero de la corte del rey Enrique VIII, quien además fue miembro del jurado en el proceso contra los coacusados de Ana Bolena. Anne fue la cuarta de los cinco hijos del matrimonio, siendo sus hermanos Francis, Edward, Martha y Jane. Además, Anne tenía dos medio hermanos, Christopher y Thomas, fruto del segundo matrimonio de su padre con Elizabeth Hutton tras la prematura muerte de su primera esposa. Así mismo, estaba relacionada con Robert Aske, líder de la Peregrinación de Gracia. Anne gozó de una buena educación, ya que podía asistir a las clases que recibían sus hermanos varones, además de mostrar un gran interés por la lectura.
William Askew dispuso que su hija mayor, Martha, contrajese matrimonio con Thomas Kyme. No obstante, cuando Anne tenía 15 años, Martha murió, por lo que William tomó la decisión de que Anne ocupase su lugar y se casase con Thomas por motivos económicos. Anne era devota protestante; había estudiado la Biblia y memorizado pasajes enteros, permaneciendo fiel a sus creencias toda la vida. Su lectura la convenció de la falsedad de la doctrina de la transustanciación, provocando sus declaraciones al respecto cierta controversia en Lincoln. Debido a que su esposo era católico, el matrimonio fue problemático. Anne tuvo dos hijos con Thomas antes de que él la echase del hogar conyugal por ser protestante, aconsejado por los sacerdotes locales con la esperanza de que el oprobio que suponía hiciese a Anne cambiar sus creencias. Debido a que estaba buscando la manera de divorciarse, este hecho no tuvo ningún efecto negativo en ella. Tras ser expulsada, Anne se fue a vivir con su hermano Francis, solicitando divorciarse de su marido, si bien los tribunales de Lincoln rechazaron su petición, mudándose Anne a Londres en busca de apoyo entre sus amigos y contactos en la corte real, donde solicitó nuevamente el divorcio alegando la invalidez de su matrimonio basándose en creencias distintas. En Londres conoció a otros protestantes (incluyendo a la anabaptista Joan Bocher) y estudió las Sagradas Escrituras en profundidad, recuperando su apellido de soltera en vez de ostentar el de su marido. Durante su estancia en la capital, se convirtió en predicadora.

### Conflicto religioso
En 1546, último año de reinado de Enrique VIII, Anne se vio envuelta en una lucha religiosa entre tradicionalistas y reformistas. Stephen Gardiner, obispo de Winchester, aconsejó al rey que la diplomacia (la perspectiva de una alianza con el emperador Carlos V) requería poner fin a la reforma religiosa. El partido tradicionalista había llevado a cabo varias tácticas tres años antes, arrestando a pequeños protestantes evangélicos con la esperanza de que estos los condujesen a personas de mayor relevancia. Muchas de estas personas estaban relacionadas con Thomas Cranmer, arzobispo de Canterbury, que pasaba la mayor parte del tiempo ausente de la corte, en Kent: Edward, hermano de Anne, era uno de sus sirvientes, mientras que Nicholas Shaxton, quien intentó presionar a Anne durante su arresto con el fin de que se retractase, fungía como cura para Cranmer en Hadleigh, Suffolk. Otros miembros del entorno de Cranmer arrestados fueron Rowland Taylor y Richard Turner.
Por su parte, el partido tradicionalista incluía al Lord Chancellor Thomas Wriothesley, I conde de Southampton, y a Sir Richard Rich (quienes torturaron a Anne en la Torre de Londres), además de a Edmund Bonner y a Thomas Howard, III duque de Norfolk. La intención de los interrogatorios a los que Anne fue sometida podría haber sido implicar a la reina Catalina Parr a través de sus damas de compañía y amigas cercanas, quienes también eran sospechosas de abrigar creencias protestantes. Entre estas damas se encontraban Anne Herbert (hermana de la reina), Catherine Willoughby, Anne Stanhope y Anne Calthorpe, siendo Lady Denny y Lady Hertford otros de los objetivos por ser esposas de protestantes evangélicos en la corte.

### Arresto e interrogatorio

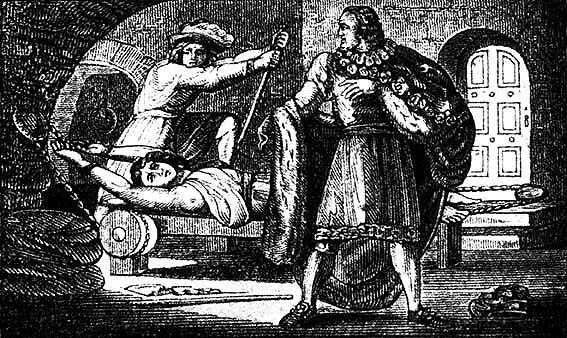
Grabado de la tortura de Anne Askew

Anne fue arrestada varias veces antes de ser quemada en la hoguera por herejía. El 10 de marzo de 1545, el regidor de Londres había ordenado su detención mediante los Seis Artículos de 1539. Anne fue en aquel entonces sometida a juicio antes de que se celebrase la comisión de audiencia de herejía, siendo posteriormente interrogada por el chancellor del obispo de Londres, Edmund Bonner, quien ordenó que Anne fuese encerrada doce días. Durante este periodo, la joven rechazó realizar cualquier tipo de confesión, permitiéndose finalmente a su prima Brittany, quien había luchado por sacarla de prisión, visitarla después de los doce días de condena. Anne fue convocada por el propio obispo e interrogada de nuevo, tras lo cual le requirieron firmar un documento en el que figuraban los artículos de la fe anglicana, escribiendo Anne en sus memorias que de esos artículos solo creía lo que concordaba con las Escrituras. Pese a la ofensa que este gesto supuso para el obispo, Brittany logró que Anne fuese puesta en libertad, si bien su marido fue contactado a Lincoln, ordenándosele llevar a Anne hasta allí y mantenerla encerrada, aunque esta logró escapar al poco tiempo, huyendo a Londres para continuar con su labor como predicadora.
En marzo de 1546, Anne fue interrogada de nuevo con base en sus creencias religiosas por un tribunal conocido como the quest, cuya función era determinar si un reo podía ser acusado de herejía, siendo finalmente liberada, tras lo cual regresó a vivir con su hermano. Poco después, en el mes de mayo, Anne fue detenida e interrogada por miembros del Consejo Real, quienes trataron de buscar pruebas en su contra para acusarla de hereje. Pese a que Anne logró defenderse hábilmente mediante el uso de la dialéctica, el 19 de junio de 1546 fue finalmente acusada de herejía por negar la transustanciación y encarcelada, siendo en esta ocasión sujeto de un interrogatorio de dos días de duración conducido por Thomas Wriothesley, Stephen Gardiner, John Dudley y Sir William Paget, I barón Paget (principal secretario del rey). Todos ellos la amenazaron con ejecutarla si no revelaba los nombres de más personas que albergasen sus mismas creencias, pero Anne se negó a pronunciar el nombre de ningún protestante, por lo que se ordenó que fuese sometida a tortura. Sus verdugos accedieron a ello, motivados probablemente por el deseo de que Anne admitiese que Catalina Parr también profesaba el protestantismo, con el objetivo de derrocar a la reina (en este punto su caso había adquirido también carácter político). Según su propia versión y la de los prisioneros presentes en la Torre, Anne fue torturada una sola vez. La joven fue sacada de su celda alrededor de las 10:00 horas y conducida a la habitación inferior de la Torre Blanca. Inicialmente se le mostró el potro de tortura, dispositivo en el que sería sometida a suplicio, y se le preguntó si confesaría los nombres de los protestantes que conocía, a lo que se negó, por lo que se le pidió que se quitase todas sus prendas a excepción de su ropa interior. Anne subió entonces al potro y, tras tumbarse en él, sus muñecas y tobillos fueron sujetos al mismo. Nuevamente se le preguntó por los nombres de quienes profesaban el protestantismo, a lo que se negó a responder. La rueda del potro fue entonces girada, lo que provocó que Anne quedase estirada a lo largo del dispositivo y elevada más de 12 cm sobre la tabla del potro, con el cuerpo y las extremidades en tensión. Según su propio relato, escrito en prisión, se desmayó a causa del dolor, tras lo cual fue bajada del potro y reanimada, siendo este proceso repetido dos veces. Sir Anthony Kingston, entonces alguacil de la Torre de Londres, rechazó seguir torturándola sobre la base de la prohibición imperante de torturar a una mujer, procediendo a abandonar la Torre y a reunirse con el rey para explicar su posición y también para pedir su perdón, a lo que el rey accedió. Entretanto, Wriothesley y Rich continuaron con la tortura, girando los tornos con tanta fuerza que los hombros y las caderas de Anne se salieron de su sitio y sus codos y rodillas se dislocaron. Los lamentos de la joven fueron oídos incluso en el jardín contiguo a la Torre Blanca, donde la esposa del teniente de la Torre de Londres y su hija se encontraban caminando. Anne no proporcionó ningún nombre, finalizando su tormento cuando el teniente ordenó que fuese conducida de regreso a su celda. Según su testimonio:

Entonces me pusieron en el potro, porque no confesaba los nombres de las damas y los caballeros que compartieran mis opiniones, y así me tuvieron mucho tiempo; como me quedaba quieta y no lloraba, milord Canciller y el maestro Rich se esforzaron en torturarme con sus propias manos, hasta que estuve casi muerta.

Tras ser liberada del potro, Anne se desmayó y tuvo que ser reanimada, permaneciendo dos horas sentada en el suelo rezando con Wriothesley, quien la instó en vano a renunciar a su fe. Después de ser acostada en una cama, Nicholas Shaxton fue a visitarla y, al igual que Wriothesley, trató de hacerla cambiar de opinión, sin éxito.

### Ejecución

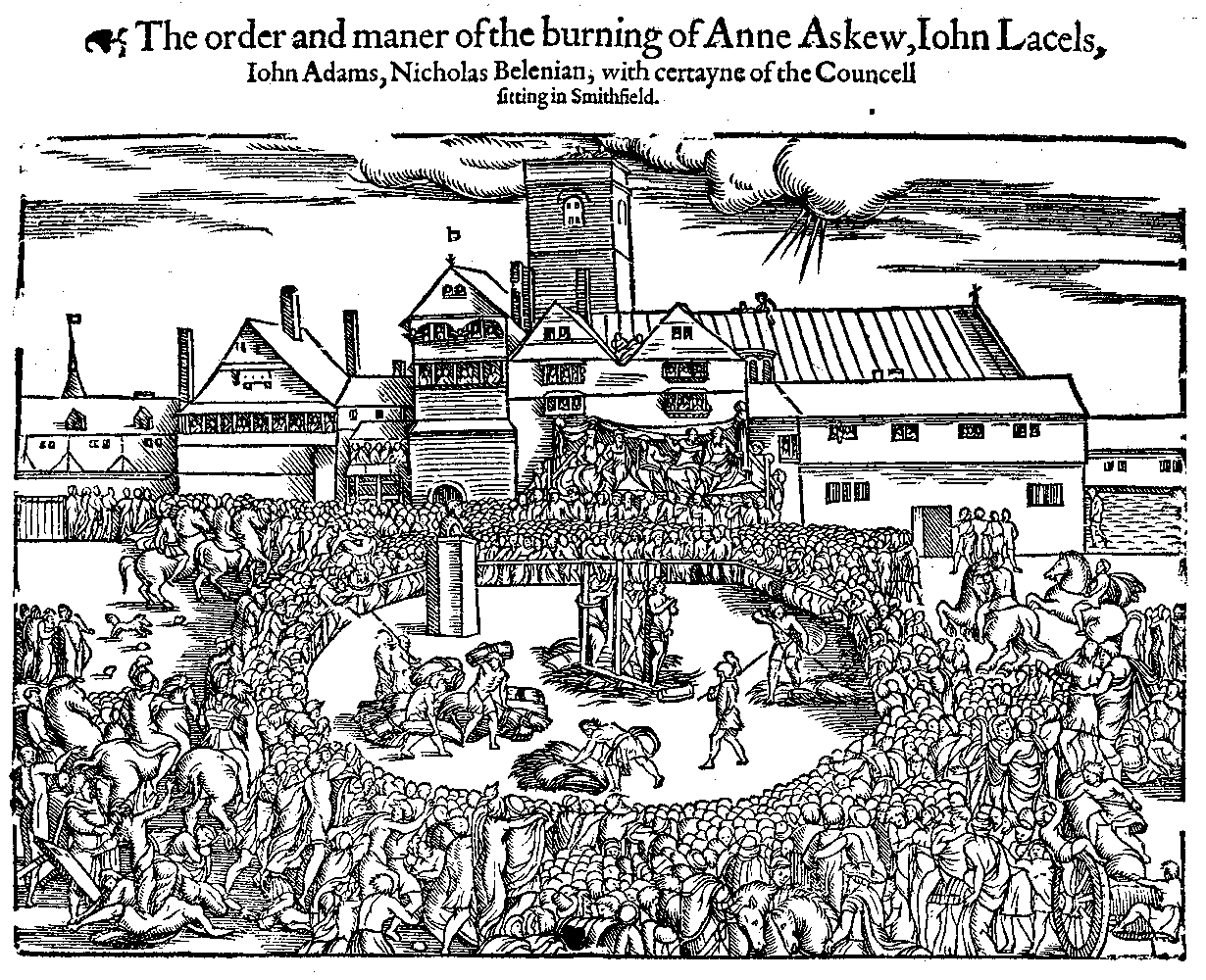
Xilografía de la ejecución de Anne Askew (1548)

Anne, de 24 años de edad, fue quemada en la hoguera en Smithfield, Londres, el 26 de julio de 1546. Junto a ella fueron ejecutados tres hombres protestantes: John Lascelles, Nicholas Belenian y John Adams. Debido a que sus extremidades estaban dislocadas y no podía caminar, además de que cada leve movimiento le causaba dolor, Anne fue conducida al lugar de ejecución en una silla, llevando puesta únicamente su ropa interior. Fue a continuación arrastrada desde la silla hasta la pira, donde había un pequeño asiento en el cual Anne fue colocada a horcajadas, empleándose cadenas para sujetar su cuerpo firmemente por los tobillos, las rodillas, la cintura, el pecho y el cuello. Una o varias personas anónimas a favor de la causa entregaron en secreto pólvora en pequeños sacos colgados del cuello a los cuatro condenados, lo que provocó que todos ellos tuviesen una muerte rápida en cuanto la misma explotó.
Quienes presenciaron la ejecución se sintieron asombrados por el valor de Anne, informando que la joven no profirió grito alguno hasta que las llamas le alcanzaron el pecho, produciéndose una explosión en cuanto el fuego alcanzó los sacos de pólvora. Previo a la ejecución, mientras se amontonaban los haces de leña en la pira, se ofreció a los prisioneros una última oportunidad de ser perdonados. Nicholas Shaxton subió a un púlpito y empezó a predicar, si bien sus esfuerzos fueron en vano. Anne escuchó atentamente su discurso: cada vez que Shaxton decía algo que consideraba cierto, expresaba en voz alta su conformidad, pero cuando escuchaba algo que consideraba contrario a lo que establecían las Escrituras, mostraba abiertamente su desacuerdo: «Ahí se pierde, y habla sin el libro» («There he misseth, and speaketh without the book»).

## Legado
Anne redactó un testimonio en primera persona de su suplicio y sus creencias, el cual fue publicado bajo el título The Examinations por John Bale y, posteriormente, en la obra El libro de los mártires de John Foxe, donde se proclama a Anne como mártir protestante. El relato de su martirio fue en consecuencia introducido en la hagiografía protestante, en la cual se la menciona por su nombre de soltera (al parecer debido a la vergüenza por haber huido de su esposo).
Los escritos de Bale y Foxe constituyen las fuentes más fiables sobre la vida de Anne, si bien un examen de los mismos ha provocado que algunos críticos cuestionen si estos escritores ayudan o perjudican la comprensión de los lectores. John Bale fue el primero en publicar un trabajo sobre la vida de Anne, afirmando haber hecho uso solo de los escritos de la joven y haber añadido un prólogo y algunas notas. Los críticos Thomas S. Freeman y Sarah Elizabeth Wall pusieron en duda sus afirmaciones: aunque es improbable que Bale hubiese inventado todo el texto, se han hallado ciertos párrafos los cuales denotan la autoría de John en vez de la de Anne, mientras que algunos fragmentos pudieron haber sido omitidos. Los textos originales resultan desconocidos, pero parece ser que Bale realizó considerables cambios en los mismos. Freeman y Wall señalan también que la obra de Bale posee un tono misógino en la narrativa. Pese a que Anne es una mujer recordada por haberse enfrentado a la opresión de la Iglesia, Bale insiste en que era un «buque débil del señor» («weak vessel of the lord»). La narrativa de Anne desaprueba este hecho ya que era una mujer educada que luchó activamente y desafió el control de los hombres. Debido a estas críticas, algunos autores sostienen que la historia de Anne mejora si se lee obviando las notas y añadidos de Bale. Por su parte, la traducción e interpretación de Foxe son en general consideradas como un ensalzamiento del relato de Bale puesto que elimina sus notas y centra la historia más en la narrativa de Anne, si bien Foxe se tomó algunas licencias artísticas alterando el lenguaje para hacer ciertas alusiones más obvias, además de fragmentar la narrativa en párrafos. Varios críticos han descubierto seis errores a la hora de hacer citaciones bíblicas, además de que Foxe añadió información aportada probablemente por testigos presenciales los cuales aportaron detalles inéditos, si bien las fuentes originales no se conocen con exactitud. 
Mientras Bale es criticado y Foxe generalmente elogiado por su mejor labor a la hora de capturar la narrativa, es importante indicar las inexactitudes de las dos obras responsables del legado de Anne. También es importante destacar el impacto que Bale y Foxe tuvieron en la reputación de los mártires del siglo XVI, con Anne sirviendo como ejemplo de todos ellos. Mientras redactaba el testimonio de su arresto y juicio, a la vez empleaba las mismas estrategias que otros hombres de su tiempo, como John Lascelles: permaneció en silencio, no delató a sus aliados, y se mantuvo fiel a su fe hasta el final. Debido a que muchos hombres actuaron de igual modo, Anne fue altamente criticada por ello y retratada como una mujer débil, lo que constituyó para Bale la oportunidad de añadir sus propios pensamientos y comentarios a los escritos de Anne con el fin de hacerlos más legítimos para el público. En consecuencia, tanto las críticas como los comentarios de Bale cambiaron el impacto que Anne tuvo en el movimiento por la Reforma Protestante.

## Examinations
Examinations constituye la crónica autobiográfica de Anne en la que se relata su persecución, ofreciendo un punto de vista único de la feminidad, la religión y la fe del siglo XVI. Sus escritos son revolucionarios debido a que los mismos se desvían por completo de lo que cabría esperar de las mujeres de la era Tudor. La obra refleja sus enfrentamientos con la autoridad de la época los cuales supusieron un reto en cada uno de los aspectos de su vida: de su progresivo divorcio, iniciado por ella, a sus creencias religiosas, lo que la diferenciaba en Inglaterra como devota protestante. Su habilidad para evadir una condena en 1545 configura, según Paula McQuade, la «brillantez real» de Anne al mostrarla «suficientemente familiar con la ley inglesa como para intentar usar el sistema en su beneficio». Mientras que Examinations constituye un raro registro de sus experiencias como mujer en la Inglaterra de los Tudor, también refleja su posición única en aquella época como mujer culta: no solo fue capaz de escribir sus experiencias, sino que también mantuvo correspondencia con hombres cultos del momento, como John Lascelles y Edward Crome, quienes también fueron arrestados por herejía. Pese a las alteraciones sufridas por Bale y Fox, en su estado original Examinations se configura como una de las autobiografías más importantes del siglo XVI, además de ser un testamento en el que quedan plasmadas la inteligencia y valentía de Anne en el marco de la agitación religiosa.